# Nele Rue
Nele Rue (født 15. maj 1947) er en dansk journalist, tidligere ansat ved Danmarks Radio og modtager af Cavlingprisen i 1975. Hun var også instruktørassistent på filmen Aftenlandet (Peter Watkins, 1977). Nele Rue er datter af journalist og arkitekt Gytte Rue og barnebarn til arkitekten Viggo Berner Nielsen.